# Azmi Bishara

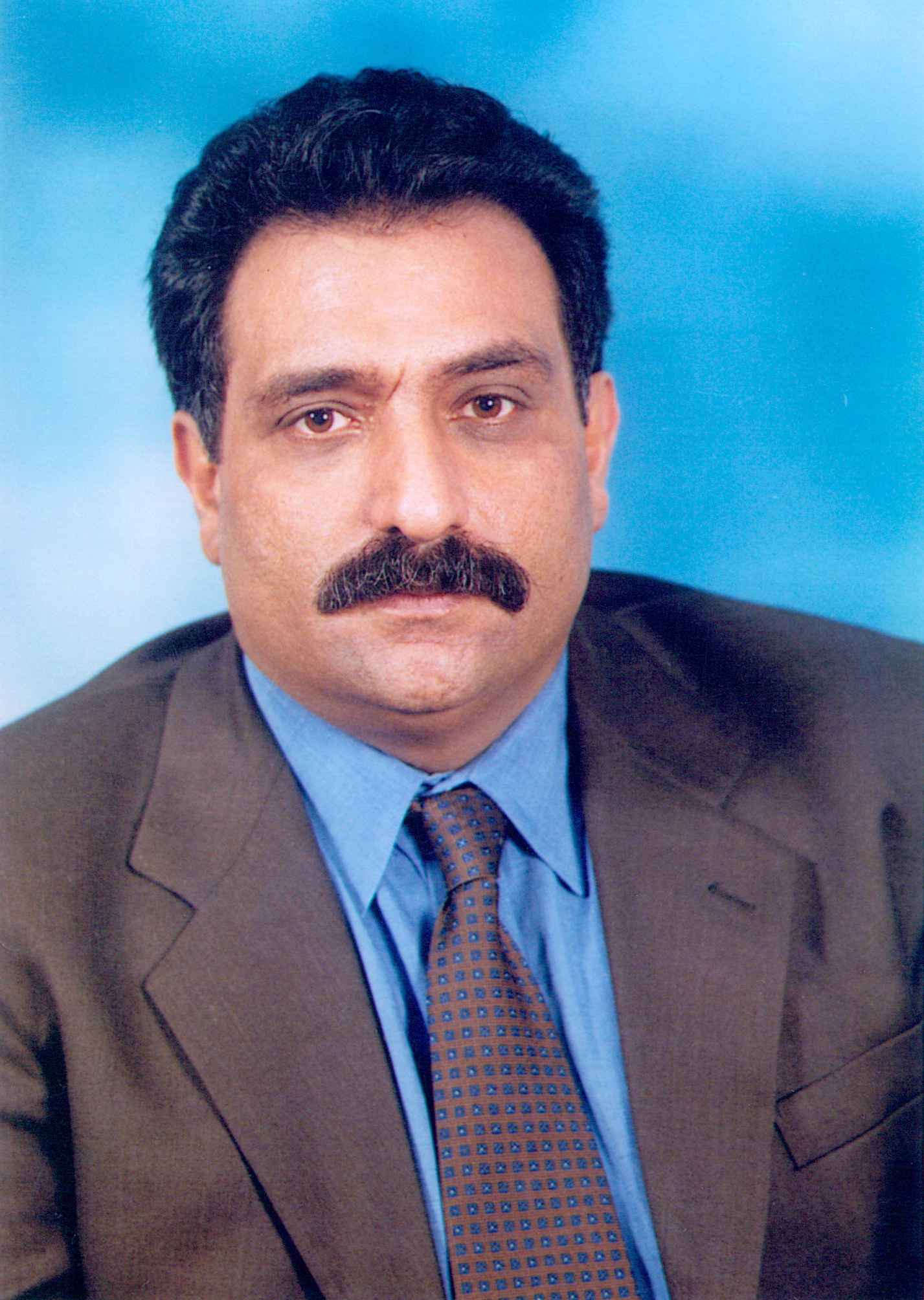
Azmi Bishara

Azmi Bishara (Arabisch: عزمي بشارة , Hebreeuws: עזמי בשארה) (Nazareth, 22 juli 1956) is een Arabisch-Israëlische filosoof, hoogleraar en politicus. 

## Biografie
Bishara is afkomstig uit een christelijke Palestijnse familie. Op achttienjarige leeftijd (1974) was Bishara de oprichter en eerste voorzitter van het Nationaal comité van Arabische middelbare scholieren. Na zijn studie, hij promoveerde in de filosofie aan de Humboldt-Universiteit  Berlijn, was Bishara hoofdonderzoeker aan het Van Leer-instituut in Jeruzalem en later hoofd van de vakgroep filosofie aan de Universiteit van Bir Zeit. Hij publiceerde vele wetenschappelijke artikelen en boeken in het Arabisch, Hebreeuws, Engels en Duits.

### Politieke activiteiten
Hierna richtte Bishara een eigen politieke beweging op, Balad geheten. Hij was lid van de 14e, 15e, 16e en deels 17e Knesset, van juni 1996 tot april 2007 toen hij terugtrad en werd opgevolgd door partijgenoot Said Naffaa. Aanvankelijk als afgevaardigde van een eenmansfractie in alliantie met de Israëlische communistische partij (hij werd via een gezamenlijke lijst tot de Knesset verkozen). Sinds de 15e Knesset als het hoofd van een kleine onafhankelijke partij die in de 16e Knesset al de grootste Arabische fractie was. Hij was steeds lid van de commissie voor grondwet, wet en gerechtigheid en afwisselend lid van andere commissies. 

### Beschuldiging van hoogverraad
Bishara vertrok voor het einde van zijn 17e termijn uit de Knesset omdat hij vond dat hij om politieke redenen werd vervolgd. De Israëlische politie beschuldigde hem namelijk van hoogverraad : hij zou de veiligheid van de staat Israël in gevaar zou hebben gebracht. Volgens de politie immers zou hij tijdens de Israëlisch-Libanese Oorlog van 2006 voor veel geld informatie over strategische plekken aan Hezbollah hebben doorgespeeld. 
Partijleider Avigdor Lieberman van Jisrael Beeténoe heeft gezegd dat Arabisch-Israëlische parlementsleden die diplomatieke of anderszins contacten met Hamas onderhouden en hen vertrouwelijke informatie doorspelen, door een vuurpeloton zouden moeten worden geëxecuteerd. Hij gaf hiermee uiting aan zijn woede dat Bishara naar Syrië was gevlucht.
Bishara verblijft sindsdien in het buitenland omdat hij vreest in Israël een oneerlijk proces te krijgen dat hem een lange gevangenisstraf zal opleveren. Zijn neef is Basel Ghattas uit Rameh, tevens Knesset-lid van de Verenigde Arabische Lijst.